# 希腊国家银行
37°58′51.6″N 23°43′44.5″E / 37.981000°N 23.729028°E

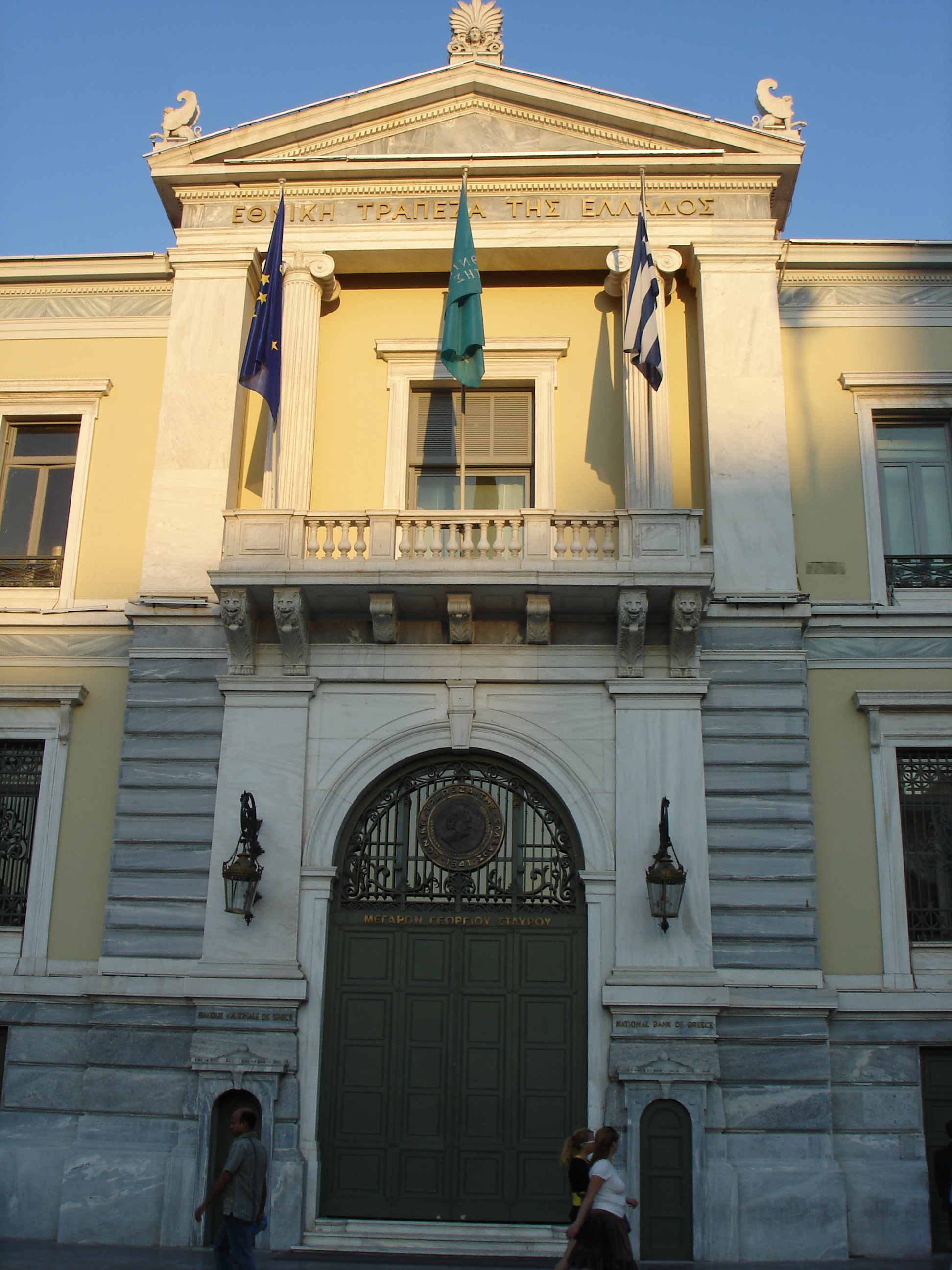
希腊国家银行总部

希腊国家银行（希臘文：Εθνική Τράπεζα της Ελλάδος），希腊商业银行，为希腊历史最长、规模最大的银行。它在18个国家设有分支机构，分别为保加利亚、塞浦路斯、埃及、马其顿共和国、荷兰、罗马尼亚、俄罗斯、塞尔维亚、南非、瑞士、土耳其。